# وستبی
وستبی (به لاتین: Vestby) یک شهرداری در نروژ است که در آکرشوس واقع شده‌است. وستبی ۱۳۴ کیلومتر مربع مساحت و ۱۳٬۱۵۹ نفر جمعیت دارد.